# لوچیانو اربالوس
لوچیانو اربالوس (انگلیسی: Luciano Ábalos؛ زادهٔ ۱۳ مارس ۱۹۷۸) بازیکن فوتبال است.